# Hoàng Đôn Vân
Hoàng Đôn Vân (15 tháng 12 năm 1926 – mất tích tháng 3 năm 1946), thường gọi là Văn, là một nhà cách mạng Việt Nam, nguyên Chủ tịch, Tổng thư ký Tổng Công đoàn Nam Bộ, Đại biểu Quốc hội Việt Nam khóa I.

## Cuộc đời
Theo thông tin của hồ sơ Quốc hội khóa I, Hoàng Đôn Vân sinh ngày 15 tháng 12 năm 1926. Ông sinh ra ở làng Đại Đồng, xã Tam Quan, huyện Hoài Nhơn (nay là phường Tam Quan, thị xã Hoài Nhơn), tỉnh Bình Định trong một gia đình có truyền thống yêu nước, có ít nhất bảy người trong dòng họ từng bị thực dân Pháp bắt giữ. Trước năm 1930, ông tham gia Hội Việt Nam Cách mạng Thanh niên, hoạt động ở Sài Gòn.
Năm 1930, Đảng Cộng sản Việt Nam thành lập, ông trở thành đảng viên cộng sản, tham gia thành lập Công hội đỏ ở Sài Gòn, gây dựng các công hội bí mật trong các xí nghiệp. Căn nhà của ông cũng là một cơ sở hoạt động bí mật.
Tháng 3 năm 1945, hội nghị đại biểu Tổng Công đoàn Nam Bộ được tổ chức ở chợ Trương Minh Giảng, Hoàng Đôn Vân được bầu làm Tổng thư ký, Nguyễn Lưu làm Phó Tổng thư ký. Tháng 5 năm 1945, ông được Xứ ủy Nam Kỳ cử vào lãnh đạo tổ chức Thanh niên Tiền phong, chuẩn bị cho Tổng khởi nghĩa. Ngày 15 tháng 8, Ủy bản khởi nghĩa Sài Gòn được thành lập, gồm Chủ tịch Trần Văn Giàu, Phó Chủ tịch Nguyễn Văn Trấn, Ủy viên Thường trực Huỳnh Văn Tiểng, Nguyễn Văn Tư, Ủy viên Hoàng Đôn Văn, Kiều Công Cung.
Ngày 25 tháng 8, ông tham gia lãnh đạo khởi nghĩa ở Sài Gòn, bản thân ông thành công thuyết phục chủ xưởng Brossard Mopin bàn giao lại toàn bộ cơ sở cho quân khởi nghĩa. Cách mạng tháng Tám thắng lợi, Ủy ban Hành chính Lâm thời Nam Bộ thành lập, ông giữ chức Ủy trưởng Lao động. Khi thực dân Pháp quay trở lại xâm lược, ông đã lãnh đạo Tổng Công đoàn Nam Bộ gây dựng các lực lượng kháng chiến.
Ngày 23 tháng 9, thực dân Pháp với sự trợ giúp của quân đội Anh tấn công Sài Gòn, chiếm lĩnh các vị trí quan trọng. Nhà riêng và trụ sở làm việc của Hoàng Đôn Vân ở Văn phòng hãng xưởng Brossard Mopin (thuộc phố Mai Thị Lựu, Quận 1 ngày nay) cũng bị chiếm lĩnh và lục xoát, bản thân ông bị bắt giữ. Quân Pháp còn rải truyền đơn tuyên bố xử tử hình ông vì tội "chống nhà nước bảo hộ", nhưng nhờ những sức ép từ người dân Sài Gòn mà ông được thả, tiếp tục tham gia lãnh đạo cuộc chiến trong thành phố.
Ngày 6 tháng 1 năm 1946, Hoàng Đôn Vân cùng Huỳnh Văn Tiểng, Lý Chính Thắng, Tôn Đức Thắng, Nguyễn Văn Trấn trúng cử Đại biểu Quốc hội khu vực Sài Gòn – Chợ Lớn. Đầu tháng 3, trong kỳ họp đầu tiên của Quốc hội, Huỳnh Văn Tiểng đại diện cho các đại biểu Sài Gòn – Chợ Lớn xin được đổi tên Thành phố Sài Gòn thành Thành phố Hồ Chí Minh.
Sau kỳ họp, ông trở về Nam Bộ. Khi đến cầu Đò Lèn (ngã ba sông Chu – sông Mã), Thanh Hóa, ông bị một nhóm người có vũ trang khống chế và dẫn đi, hoàn toàn không có manh mối. Đây được cho là hoạt động thủ tiêu của lực lượng Quốc dân Đảng.

## Vinh danh
Theo thông tin của Quốc hội khóa I, Hoàng Đôn Vân đã bị thủ tiêu và đã từ trần. Sau khi giải phóng đất nước, ông được Nhà nước công nhận liệt sĩ và được truy tặng Huân chương Độc lập.